# Den sociala fabriken
Den sociala fabriken är ett begrepp som används av delar av den autonoma och utomparlamentariska vänstern för att hävda att kapitalet idag för att tygla arbetarklassen har omformat hela samhället, att det blivit en social fabrik där arbetsdagen pågår dygnet runt och grovt kan delas in i tre faser; produktion, konsumtion och reproduktion(en). Dessa är inte uteslutande, utan sammanfaller ofta.

## Begreppets ursprung
Begreppet har ursprungligen uppkommit inom operaismo-traditionen inom italiensk marxism, och manifesterats i bland annat tidskriften Quaderini Rossi i början på 1960-talet. Operaismo ("arbetar-ism" ) utgör startpunkten för en italiensk tradition av antiauktoritär marxism utanför partipolitik och facktraditioner. Liknande rörelser fanns i 1940- och 50-talens USA (Johnson-Forest-tendensen) och Frankrike (Socialisme où Barbarie). Även de franska situationisterna och deras engagemang i Paris 1968 var viktigt för denna italienska vänster.
Mario Tronti, en tidig ledare inom operaismo 1962-69, kallade systemet att reducera livet till arbete och dess för- och efterarbeten för den "sociala fabriken". Det löpande bandets princip har gått över alla gränser. Enligt autonomisternas definition av Marx har man gått från det tidiga industrisamhällets formella underordning under kapitalet till dagens reella underordning, där varje sfär är en plats för makten. Inte bara på fabriksgolvet, utan "vid universiteten där studenter förbereds för yrkesliv åt kapitalet, i hemmen där barn tvingas undertrycka sina önskningar, framför teven där vi lär oss bli duktiga konsumenter, på arbetsförmedlingen lär vi oss vänta på värdelösa jobb". Hela samhället blir en fabrik.

## Begreppets innebörd
Produktion innebär vanligen lönearbete men även oavlönad produktion, såsom att diska och laga mat. Konsumtion är när man köper sådant som man själv och andra producerat. Reproduktion innebär att återskapa och underhålla det enda man har att sälja, nämligen ens förmåga att arbeta. Några exempel på reproduktion är hälsovård, utbildning, underhållning, sex, sömn med mera.
Anhängarna av detta perspektiv anser att förändringen av dagens produktion är en del i denna process. De stora fabrikerna har luckrats upp och spridits ut, verksamheten outsourcats, lagts ut på underleverantörer och anställningsformerna har blivit osäkrare och tillfälliga - både i form av en ökning av osäkra korttidsarbeten, men också genom att de fasta anställningarna försvagats. 
Antonio Negri och Michael Hardt utvecklar i Imperiet tankarna om den sociala fabriken:
More generally, society itself slowly became industrialised even to the point of transforming human relations and human nature. Society became a factory.
Det hela rör sig kring den nya ordning vi lever i idag, vilken kallas imperiell, till skillnad från den tidigare imperialismen. Den utmärks av att imperiet är både decentraliserat och deterritorialiserat. Den sociala fabriken har blivit global, och det är dessutom omöjligt att identifiera dess centrum.